# Giusto Emanuele Garelli della Morea
Giusto Emanuele Garelli della Morea (Torino, 1821 – 15 gennaio 1893) è stato un politico italiano.

## Biografia
Fu deputato del Regno di Sardegna nella IV legislatura, eletto nel collegio di Rapallo. 
Fu docente universitario presso l'Università di Torino, insegnando Diritto amministrativo e Scienza dell'Amministrazione. Fu, inoltre, Preside della Facoltà di Giurisprudenza dell'Ateneo torinese nel 1876  dal 1886 al 1890.
Fu insegnante di Lidia Poët ed era presente il giorno in cui si laureò la prima avvocata italiana  a cui fu impedito l'esercizio dell'avvocatura in quanto donna.